# Violet Heming
Violet Heming, nata Violet Hemming (Leeds, 27 gennaio 1895 – New York, 4 luglio 1981), è stata un'attrice britannica naturalizzata statunitense.

## Biografia
Nata in Inghilterra, nello Yorkshire nel 1895, Violet Heming fu una popolare attrice di teatro che lavorò anche per il cinema, interpretando circa venti film. Era figlia di Alfred Hemming, che era apparso in alcuni film muti, e di Mabel Allen. Cominciò a recitare nel 1908, a soli tredici anni, e la sua prima apparizione sullo schermo risale al 1910, in un film della Thanhouser. I registi con cui lavorò furono, tra gli altri, Frederick A. Thomson, J. Stuart Blackton, Reginald Barker, George Melford.
Il suo ultimo film, Almost Married di William Cameron Menzies, uscì nel 1932.
Benché nella sua carriera di attrice abbia lavorato nel cinema e anche in televisione, viene ricordata soprattutto per i suoi ruoli teatrali. Morì a New York, sua città di elezione, dove aveva vissuto per gran parte della vita, nel 1981, all'età di 86 anni.

## Filmografia
La filmografia è completa. Quando manca il nome del regista, questo non viene riportato nei titoli
- The Woman Hater, regia di Lloyd Lonergan - cortometraggio (1910)
- Tempest and Sunshine - cortometraggio (1910)
- The Mermaid - cortometraggio (1910)
- Lena Rivers (1910)
- Paul and Virginia (1910)
- The Silent Witness (1912)
- The Running Fight, regia di James Durkin (1915)
- Danger Trail, regia di Frederick A. Thomson (1917)
- The Judgement House, regia di J. Stuart Blackton (1917)
- The Turn of the Wheel, regia di Reginald Barker (1918)
- The Common Cause, regia di J. Stuart Blackton (1919)
- Winning His Wife, regia di George Terwilliger (1919)
- Everywoman, regia di George Melford (1919)
- The Cost, regia di Harley Knoles (1920)
- When the Desert Calls, regia di Ray C. Smallwood (1922)
- The Knife (1929)
- The Man Who Played God, regia di John G. Adolfi (1932)
- Almost Married, regia di William Cameron Menzies (1932)

### Televisione
- Taste episodio di "Star Tonight" (1955)

## Spettacoli teatrali
Completi
- Fluffy Ruffles (1908)
- Daddy Dufard (1910)
- Honest Jim Blunt (1912)
- A Modern Girl (1914)
- The Lie (1914)
- Under Fire (1915)
- The Love Drive (1917)
- Losing Eloise (1917)
- Three Faces East di Anthony Paul Kelly (1918)
- Sonya (1921)
- The Rubicon (1922)
- The Rivals (revival) (1922)
- The Lucky One (1922)
- The Rivals (revival) (1923)
- Spring Cleaning (1923)
- Trelawny of the "Wells (1925)
- Chivalry (1925)
- The Jest (1926)
- Loose Ends (1926)
- Mrs. Dane's Defense (revival) (1928)
- Within the Law (revival) (1928)
- This Thing Called Love (1928)
- Soldiers and Women (1929)
- Ladies All (1930)
- Divorce Me, Dear (1931)
- There's Always Juliet (revival) (1932)
- All Rights Reserved (1934)
- De Luxe (1935)
- Yes, My Darling Daughter (1937)
- Summer Night (1939)
- Love for Love (1940)
- Beverly Hills (1940)
- And Be My Love (1945)
- Dear Barbarians (1952)